# Trenta (Plezzo)
Trenta (già Trenta d'Isonzo, in sloveno Trenta) è un paese della Slovenia, frazione del comune di Plezzo, nell'alta valle del fiume Isonzo e alle pendici delle Alpi Giulie.
La località è situata a 20,4 km a nord-est del capoluogo comunale, nell'alta valle dell'Isonzo, detta anche Val Trenta.
L'insediamento comprende gli abitati di Na Logu, Santa Maria di Trenta (Pri Cerkvi), Zapodnem, Tona e Zadnjica.

## Storia
Fece parte per secoli della Contea di Gorizia e Gradisca.
Con il trattato di Schönbrunn (1809), la parte dell'insediamento (naselje) sulla sponda destra del fiume Isonzo passò al Regno d'Italia napoleonico nel Dipartimento di Passariano trovandosene al confine (il quale dal Monte Traunig passava attraverso la sorgente dell'Isonzo e scorreva fino alla sua foce), mentre la parte sulla sponda sinistra del fiume entrò a far parte delle Province Illiriche

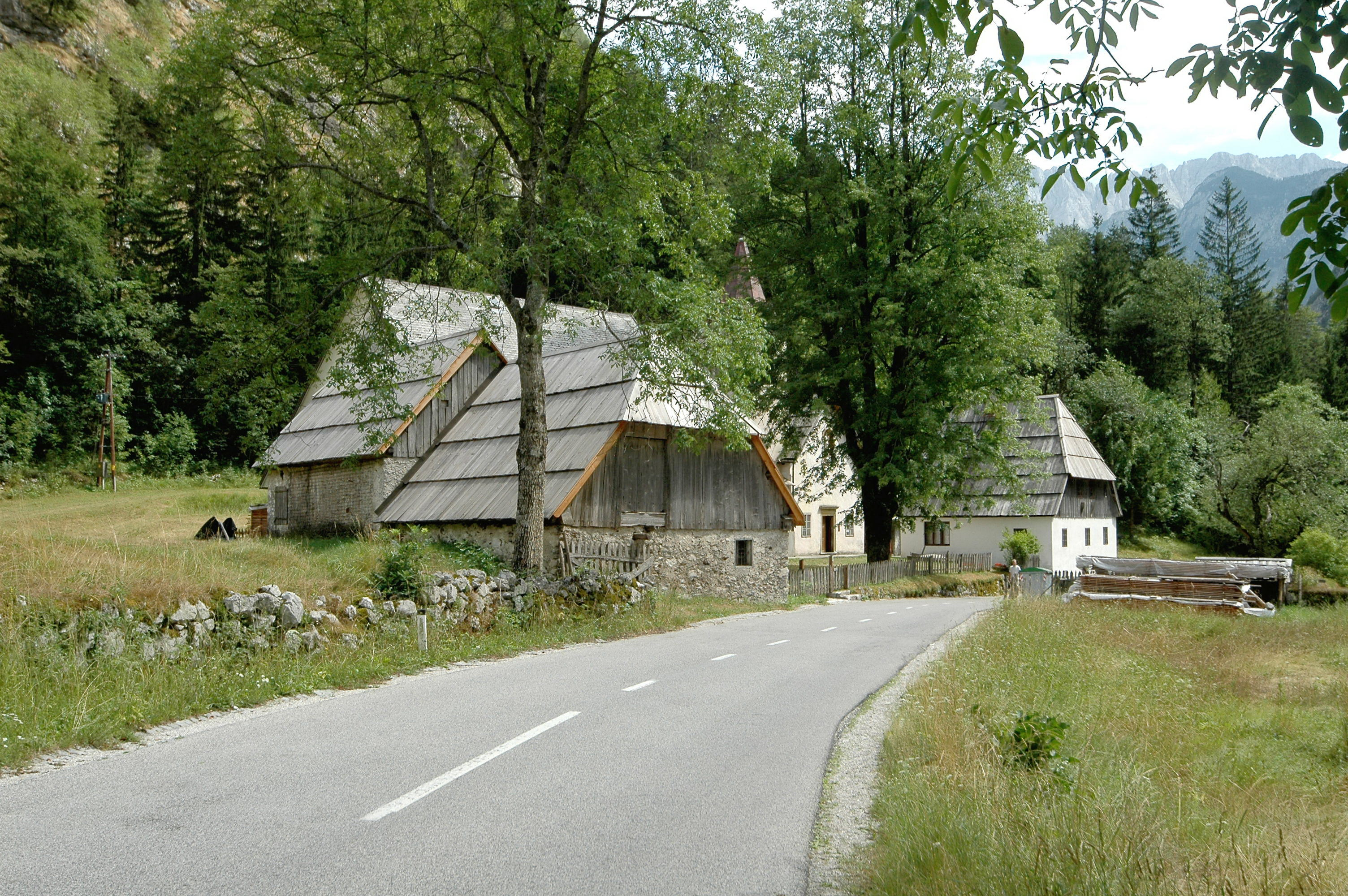

Col Congresso di Vienna nel 1815 entrambe le parti rientrarono in mano austriaca; passarono in seguito sotto il profilo amministrativo al Litorale austriaco nel 1849 ma sempre come due comuni catastali distinti. Trenta divenne poi un'entità amministrativa unica nella seconda metà dell'Ottocento.
Dal 1920 al 1947 fece parte del Regno d'Italia, inquadrato nella Provincia di Gorizia come comune autonomo, comprendendo le frazioni di Sapodna (Zapodnem) e Santa Maria di Trenta (Pri Cerkvi). Nel 1928 fu soppresso e aggregato a Sonzia; passò poi alla Jugoslavia e quindi alla Slovenia.
Secondo il censimento del 1921, il 4,07% della popolazione di Trenta era italiana.

## Alture, passi e rifugi principali
Monte Tricorno (Triglav), 2864 m; Monte Gialuz (Jalovec), 2645 m; Monte Razor, 2601 m; Kanjavec, 2569 m; Prisojnik, 2547 m; Monte Croce (Križ), 2409 m; Veliko Špičje, 2396 m; Bovški Gamsovec, 2391 m; Travnik, 2378 m; Grande Moistrocca (Velika Mojstrovka), 2366 m; Šmarjetna glava, 2355 m; Monte Vogel (Plaski Vogel), 2349 m; Monte Grinta di Plezzo (Bavški Grintavec), 2347 m; Piccola Moistrocca (Mala Mojstrovka), 2333 m; Malo Špičje, 2312 m; Jalovška Škrbina, 2305 m; Skutnik, 2172 m; Rifugio Napoleone Cozzi (Tržaška koča na Doliču), 2120 m; Šmihelovec, 2118 m; Rifugio De Simon (Zavetišče pod Špičkom), 2010 m; Velika Tičarica, 1893 m; Monte Ticerza (Mala Tičarica), 1798 m; Passo Forame (Luknja), 1756 m; Passo della Moistrocca (Preval Vršič), 1611 m.

## Corsi e specchi d'acqua
Fiume Isonzo; torrente Zadnjica; Laghi di Križ (Kriško jezero), superiore, medio e inferiore; Sorgenti dell'Isonzo (Izvir Soče)